# Europe Top 16 Cup 2017 (Tischtennis)
| 2016 ← Europe Top 16 → 2018 | 2016 ← Europe Top 16 → 2018                        | 2016 ← Europe Top 16 → 2018         |
| --------------------------- | -------------------------------------------------- | ----------------------------------- |
|                             | Männer                                             | Frauen                              |
| Datum                       | 03.–05.02.                                         | 03.–05.02.                          |
| Ort                         | Antibes                                            | Antibes                             |
| Sieger                      | Dimitrij Ovtcharov Alexander Schibajew Simon Gauzy | Li Jie Petrissa Solja Sabine Winter |

Der Tischtennis-Europe Top 16 Cup 2017 fand vom 3. bis 5. Februar im französischen Antibes statt. Die Titelverteidiger waren bei den Männern Dimitrij Ovtcharov und bei den Frauen Shen Yanfei, die allerdings inzwischen ihren Rücktritt vom Profisport erklärt hat. Gold ging an Dimitrij Ovtcharov und Li Jie.

## Qualifikation
Qualifiziert waren die amtierenden Einzel-Europameister Emmanuel Lebesson und Melek Hu, außerdem die in der Weltrangliste vom Dezember 2016 bestplatzierten 14 europäischen Spieler und Spielerinnen (ohne Berücksichtigung der Europameister). War unter diesen 15 Spielern kein Spieler des Gastgebers Frankreich, durfte dieser einen weiteren Teilnehmer benennen, ansonsten wurde der letzte Platz ebenfalls über die Weltrangliste vergeben. Ein Verband durfte höchstens mit vier Spielern und vier Spielerinnen vertreten sein.
| Spieler               | WRL | ERL | Spielerinnen      | WRL | ERL |
| --------------------- | --- | --- | ----------------- | --- | --- |
| Dimitrij Ovtcharov    | 6   | 1   | Han Ying          | 8   | 1   |
| Vladimir Samsonov     | 8   | 2   | Melek Hu          | 13  | 2   |
| Timo Boll             | 11  | 3   | Petrissa Solja    | 18  | 3   |
| Marcos Freitas        | 12  | 4   | Elizabeta Samara  | 20  | 4   |
| Simon Gauzy           | 16  | 5   | Liu Jia           | 21  | 5   |
| Stefan Fegerl         | 20  | 6   | Shan Xiaona       | 22  | 6   |
| Bastian Steger        | 22  | 7   | Li Jie            | 27  | 7   |
| Tiago Apolónia        | 22  | 8   | Fu Yu             | 32  | 8   |
| Kristian Karlsson     | 24  | 9   | Li Qian           | 38  | 9   |
| Andrej Gaćina         | 25  | 10  | Georgina Póta     | 39  | 10  |
| Mattias Karlsson      | 28  | 11  | Matilda Ekholm    | 40  | 11  |
| Emmanuel Lebesson     | 30  | 12  | Li Jiao           | 43  | 12  |
| Kou Lei               | 32  | 13  | Sabine Winter     | 45  | 13  |
| João Monteiro         | 33  | 14  | Shen Yanfei       | 47  | 14  |
| Alexander Schibajew   | 34  | 15  | Polina Michailowa | 48  | 15  |
| Jonathan Groth        | 36  | 16  | Li Fen            | 49  | 16  |
| Panagiotis Gionis     | 37  | 17  | Daniela Dodean    | 50  | 17  |
|                       |     |     | Li Xue            | 51  | 18  |
| Yang Xiaoxin          | 52  | 19  |                   |     |     |
| Sofia Polcanova       | 53  | 20  |                   |     |     |
| Wiktoryja Paulowitsch | 54  | 21  |                   |     |     |
| Tetjana Bilenko       | 56  | 22  |                   |     |     |
| Kristin Silbereisen   | 57  | 23  |                   |     |     |
| Ni Xialian            | 62  | 24  |                   |     |     |
| Iveta Vacenovská      | 63  | 25  |                   |     |     |
| Shao Jieni            | 66  | 26  |                   |     |     |
| Bernadette Szőcs      | 70  | 27  |                   |     |     |
| Katarzyna Grzybowska  | 71  | 28  |                   |     |     |
| Marija Dolgich        | 73  | 29  |                   |     |     |
| Barbora Balážová      | 78  | 30  |                   |     |     |
| Stéphanie Loeuillette | 180 | 84  |                   |     |     |

| keine Spielberechtigung für Weltturniere | keine Teilnahme | Gastgeber-Wildcard | amtierender Europameister |

## Modus
Die jeweils 16 Teilnehmer wurden auf 4 Gruppen aufgeteilt, in denen jeder gegen jeden spielte. Die Gruppenersten und -zweiten qualifizierten sich für das Viertelfinale. Die Plätze 1–8 wurden ausgespielt, die drei Erstplatzierten qualifizierten sich automatisch für den World Cup. In der Gruppenphase wurde jedes Einzel im Best-of-Five-Modus ausgetragen und bestand somit aus drei bis fünf Sätzen, ab dem Viertelfinale wurde der Best-of-Seven-Modus verwendet.

## Teilnehmer
Die erste Spalte gibt die Abschlussplatzierung an, die Spalten „WRL“ und „ERL“ die für die Setzung relevante Welt- bzw. Europaranglistenposition vom Februar 2017.
| Pos. | Männer              | WRL | ERL | Frauen                | WRL | ERL |
| ---- | ------------------- | --- | --- | --------------------- | --- | --- |
| 1    | Dimitrij Ovtcharov  | 5   | 1   | Li Jie                | 28  | 8   |
| 2    | Alexander Schibajew | 35  | 15  | Petrissa Solja        | 15  | 4   |
| 3    | Simon Gauzy         | 15  | 5   | Sabine Winter         | 38  | 12  |
| 4    | Kou Lei             | 35  | 16  | Liu Jia               | 14  | 3   |
| 5    | Timo Boll           | 10  | 3   | Georgina Póta         | 30  | 9   |
| 6    | Andrej Gaćina       | 28  | 10  | Bernadette Szőcs      | 57  | 23  |
| 7    | Tiago Apolónia      | 25  | 9   | Matilda Ekholm        | 32  | 10  |
| 8    | Stefan Fegerl       | 21  | 6   | Daniela Dodean        | 47  | 18  |
| 9    | Marcos Freitas      | 14  | 4   | Barbora Balážová      | 77  | 33  |
| 9    | Panagiotis Gionis   | 34  | 14  | Tetjana Bilenko       | 46  | 17  |
| 9    | Jonathan Groth      | 38  | 18  | Li Qian               | 33  | 11  |
| 9    | Emmanuel Lebesson   | 31  | 11  | Sofia Polcanova       | 49  | 20  |
| 13   | Kristian Karlsson   | 22  | 7   | Melek Hu              | 10  | 2   |
| 13   | Mattias Karlsson    | 32  | 12  | Stephanie Loeuilette  | 157 | 77  |
| 13   | João Monteiro       | 33  | 13  | Polina Michailowa     | 42  | 15  |
| 13   | Vladimir Samsonov   | 8   | 2   | Wiktoryja Paulowitsch | 48  | 19  |

## Männer

### Gruppenphase

#### Gruppe 1
|                    | Ergebnis |                |
| ------------------ | -------- | -------------- |
| Dimitrij Ovtcharov | 3:1      | João Monteiro  |
| Simon Gauzy        | 3:2      | Jonathan Groth |
| Dimitrij Ovtcharov | 3:2      | Simon Gauzy    |
| João Monteiro      | 1:3      | Jonathan Groth |
| Simon Gauzy        | 3:1      | João Monteiro  |
| Dimitrij Ovtcharov | 3:2      | Jonathan Groth |

| Platz | Spieler            | Spiele | Sätze | Punkte |
| ----- | ------------------ | ------ | ----- | ------ |
| 1     | Dimitrij Ovtcharov | 3      | 9:5   | 6      |
| 2     | Simon Gauzy        | 3      | 8:6   | 5      |
| 3     | Jonathan Groth     | 3      | 7:7   | 4      |
| 4     | João Monteiro      | 3      | 3:9   | 3      |

#### Gruppe 2
|                   | Ergebnis |                   |
| ----------------- | -------- | ----------------- |
| Vladimir Samsonov | 2:3      | Emmanuel Lebesson |
| Tiago Apolónia    | 3:2      | Kou Lei           |
| Vladimir Samsonov | 1:3      | Tiago Apolónia    |
| Emmanuel Lebesson | 0:3      | Kou Lei           |
| Tiago Apolónia    | 3:1      | Emmanuel Lebesson |
| Vladimir Samsonov | 0:3      | Kou Lei           |

| Platz | Spieler           | Spiele | Sätze | Punkte |
| ----- | ----------------- | ------ | ----- | ------ |
| 1     | Tiago Apolónia    | 3      | 9:4   | 6      |
| 2     | Kou Lei           | 3      | 8:3   | 5      |
| 3     | Emmanuel Lebesson | 3      | 4:8   | 4      |
| 4     | Vladimir Samsonov | 3      | 3:9   | 3      |

#### Gruppe 3
|                  | Ergebnis |                   |
| ---------------- | -------- | ----------------- |
| Timo Boll        | 3:2      | Mattias Karlsson  |
| Stefan Fegerl    | 3:2      | Panagiotis Gionis |
| Timo Boll        | 3:1      | Stefan Fegerl     |
| Mattias Karlsson | 0:3      | Panagiotis Gionis |
| Stefan Fegerl    | 3:2      | Mattias Karlsson  |
| Timo Boll        | 3:0      | Panagiotis Gionis |

| Platz | Spieler           | Spiele | Sätze | Punkte |
| ----- | ----------------- | ------ | ----- | ------ |
| 1     | Timo Boll         | 3      | 9:3   | 6      |
| 2     | Stefan Fegerl     | 3      | 7:7   | 5      |
| 3     | Panagiotis Gionis | 3      | 5:6   | 4      |
| 4     | Mattias Karlsson  | 3      | 4:9   | 3      |

#### Gruppe 4
|                   | Ergebnis |                     |
| ----------------- | -------- | ------------------- |
| Marcos Freitas    | 0:3      | Andrej Gaćina       |
| Kristian Karlsson | 1:3      | Alexander Schibajew |
| Marcos Freitas    | 3:0      | Kristian Karlsson   |
| Andrej Gaćina     | 3:2      | Alexander Schibajew |
| Kristian Karlsson | 3:1      | Andrej Gaćina       |
| Marcos Freitas    | 2:3      | Alexander Schibajew |

| Platz | Spieler             | Spiele | Sätze | Punkte |
| ----- | ------------------- | ------ | ----- | ------ |
| 1     | Andrej Gaćina       | 3      | 7:5   | 5      |
| 2     | Alexander Schibajew | 3      | 8:6   | 5      |
| 3     | Marcos Freitas      | 3      | 5:6   | 4      |
| 4     | Kristian Karlsson   | 3      | 4:7   | 4      |

### Hauptrunde
|  | Viertelfinale      | Viertelfinale   |                    |                     | Halbfinale       | Halbfinale |  |  | Finale | Finale |
|  |                    |                 |                    |                     |                  |            |  |  |        |        |
|  |                    |                 |                    |                     |                  |            |  |  |        |        |
|  | Dimitrij Ovtcharov | 4               |                    |                     |                  |            |  |  |        |        |
|  | Dimitrij Ovtcharov | 4               |                    |                     |                  |            |  |  |        |        |
|  | Stefan Fegerl      | 0               |                    |                     |                  |            |  |  |        |        |
|  | Stefan Fegerl      | 0               | Dimitrij Ovtcharov | 4                   |                  |            |  |  |        |        |
|  |                    |                 | Dimitrij Ovtcharov | 4                   |                  |            |  |  |        |        |
|  |                    | Kou Lei         | 3                  |                     |                  |            |  |  |        |        |
|  | Kou Lei            | Kou Lei         | 3                  | 4                   |                  |            |  |  |        |        |
|  | Kou Lei            |                 |                    | 4                   |                  |            |  |  |        |        |
|  | Andrej Gaćina      | 3               |                    |                     |                  |            |  |  |        |        |
|  |                    |                 | Dimitrij Ovtcharov | 4                   |                  |            |  |  |        |        |
|  |                    |                 |                    | Alexander Schibajew | 2                |            |  |  |        |        |
|  | Timo Boll          | 2               |                    |                     |                  |            |  |  |        |        |
|  | Simon Gauzy        | 4               |                    |                     |                  |            |  |  |        |        |
|  | Simon Gauzy        | 4               | Simon Gauzy        | 2                   |                  |            |  |  |        |        |
|  |                    |                 | Simon Gauzy        | 2                   | Spiel um Platz 3 |            |  |  |        |        |
|  |                    | Alex. Schibajew | 4                  |                     |                  |            |  |  |        |        |
|  | Alex. Schibajew    | Alex. Schibajew | 4                  | 4                   | Kou Lei          | 0          |  |  |        |        |
|  | Alex. Schibajew    |                 |                    | 4                   | Kou Lei          | 0          |  |  |        |        |
|  | Tiago Apolónia     | 3               |                    | Simon Gauzy         | 4                |            |  |  |        |        |
|  | Tiago Apolónia     | 3               |                    |                     | 4                |            |  |  |        |        |
|  |                    |                 |                    |                     |                  |            |  |  |        |        |

### Platzierungsspiele
| um Platz | Spieler 1     | Ergebnis | Spieler 2      | um Platz | Spieler 1     | Ergebnis | Spieler 2      |
| -------- | ------------- | -------- | -------------- | -------- | ------------- | -------- | -------------- |
| 5–6      | Stefan Fegerl | 3:4      | Andrej Gaćina  | 5        | Andrej Gaćina | 0:4      | Timo Boll      |
| 5–6      | Timo Boll     | 4:1      | Tiago Apolónia | 7        | Stefan Fegerl | 0:4      | Tiago Apolónia |

## Frauen

### Gruppenphase

#### Gruppe 1
|                | Ergebnis |                 |
| -------------- | -------- | --------------- |
| Melek Hu       | 0:3      | Daniela Dodean  |
| Georgina Póta  | 3:2      | Sofia Polcanova |
| Melek Hu       | 3:2      | Georgina Póta   |
| Daniela Dodean | 3:2      | Sofia Polcanova |
| Georgina Póta  | 3:2      | Daniela Dodean  |
| Melek Hu       | 1:3      | Sofia Polcanova |

| Platz | Spielerin       | Spiele | Sätze | Punkte |
| ----- | --------------- | ------ | ----- | ------ |
| 1     | Georgina Póta   | 3      | 8:7   | 5      |
| 2     | Daniela Dodean  | 3      | 8:5   | 5      |
| 3     | Sofia Polcanova | 3      | 7:7   | 4      |
| 4     | Melek Hu        | 3      | 4:8   | 4      |

#### Gruppe 2
|                   | Ergebnis |                   |
| ----------------- | -------- | ----------------- |
| Liu Jia           | 3:1      | Polina Michailowa |
| Sabine Winter     | 3:2      | Barbora Balážová  |
| Liu Jia           | 3:2      | Sabine Winter     |
| Polina Michailowa | 0:3      | Barbora Balážová  |
| Sabine Winter     | 3:0      | Polina Michailowa |
| Liu Jia           | 3:2      | Barbora Balážová  |

| Platz | Spielerin         | Spiele | Sätze | Punkte |
| ----- | ----------------- | ------ | ----- | ------ |
| 1     | Liu Jia           | 3      | 9:5   | 6      |
| 2     | Sabine Winter     | 3      | 8:5   | 5      |
| 3     | Barbora Balážová  | 3      | 7:6   | 4      |
| 4     | Polina Michailowa | 3      | 1:9   | 3      |

#### Gruppe 3
|                 | Ergebnis |                      |
| --------------- | -------- | -------------------- |
| Petrissa Solja  | 3:2      | Tetjana Bilenko      |
| Matilda Ekholm  | 3:1      | Stephanie Loeuilette |
| Petrissa Solja  | 3:1      | Matilda Ekholm       |
| Tetjana Bilenko | 3:2      | Stephanie Loeuilette |
| Matilda Ekholm  | 3:0      | Tetjana Bilenko      |
| Petrissa Solja  | 3:0      | Stephanie Loeuilette |

| Platz | Spielerin            | Spiele | Sätze | Punkte |
| ----- | -------------------- | ------ | ----- | ------ |
| 1     | Petrissa Solja       | 3      | 9:3   | 6      |
| 2     | Matilda Ekholm       | 3      | 7:4   | 5      |
| 3     | Tetjana Bilenko      | 3      | 5:8   | 4      |
| 4     | Stephanie Loeuilette | 3      | 3:9   | 3      |

#### Gruppe 4
|                       | Ergebnis |                       |
| --------------------- | -------- | --------------------- |
| Li Jie                | 0:3      | Wiktoryja Paulowitsch |
| Li Qian               | 2:3      | Bernadette Szőcs      |
| Li Jie                | 3:2      | Li Qian               |
| Wiktoryja Paulowitsch | 1:3      | Bernadette Szőcs      |
| Li Qian               | 3:2      | Wiktoryja Paulowitsch |
| Li Jie                | 3:2      | Bernadette Szőcs      |

| Platz | Spielerin             | Spiele | Sätze | Punkte |
| ----- | --------------------- | ------ | ----- | ------ |
| 1     | Li Jie                | 3      | 6:7   | 5      |
| 2     | Bernadette Szőcs      | 3      | 8:6   | 5      |
| 3     | Li Qian               | 3      | 7:8   | 4      |
| 4     | Wiktoryja Paulowitsch | 3      | 6:6   | 4      |

### Hauptrunde
|  | Viertelfinale    | Viertelfinale |                |                | Halbfinale       | Halbfinale |  |  | Finale | Finale |
|  |                  |               |                |                |                  |            |  |  |        |        |
|  |                  |               |                |                |                  |            |  |  |        |        |
|  | Georgina Póta    | 3             |                |                |                  |            |  |  |        |        |
|  | Georgina Póta    | 3             |                |                |                  |            |  |  |        |        |
|  | Sabine Winter    | 4             |                |                |                  |            |  |  |        |        |
|  | Sabine Winter    | 4             | Sabine Winter  | 2              |                  |            |  |  |        |        |
|  |                  |               | Sabine Winter  | 2              |                  |            |  |  |        |        |
|  |                  | Li Jie        | 4              |                |                  |            |  |  |        |        |
|  | Matilda Ekholm   | Li Jie        | 4              | 2              |                  |            |  |  |        |        |
|  | Matilda Ekholm   |               |                | 2              |                  |            |  |  |        |        |
|  | Li Jie           | 4             |                |                |                  |            |  |  |        |        |
|  |                  |               | Li Jie         | 4              |                  |            |  |  |        |        |
|  |                  |               |                | Petrissa Solja | 1                |            |  |  |        |        |
|  | Petrissa Solja   | 4             |                |                |                  |            |  |  |        |        |
|  | Bernadette Szőcs | 2             |                |                |                  |            |  |  |        |        |
|  | Bernadette Szőcs | 2             | Petrissa Solja | 4              |                  |            |  |  |        |        |
|  |                  |               | Petrissa Solja | 4              | Spiel um Platz 3 |            |  |  |        |        |
|  |                  | Liu Jia       | 1              |                |                  |            |  |  |        |        |
|  | Daniela Dodean   | Liu Jia       | 1              | 0              | Sabine Winter    | 4          |  |  |        |        |
|  | Daniela Dodean   |               |                | 0              | Sabine Winter    | 4          |  |  |        |        |
|  | Liu Jia          | 4             |                | Liu Jia        | 3                |            |  |  |        |        |
|  | Liu Jia          | 4             |                |                | 3                |            |  |  |        |        |
|  |                  |               |                |                |                  |            |  |  |        |        |

### Platzierungsspiele
| um Platz | Spielerin 1      | Ergebnis | Spielerin 2    | um Platz | Spielerin 1    | Ergebnis | Spielerin 2      |
| -------- | ---------------- | -------- | -------------- | -------- | -------------- | -------- | ---------------- |
| 5–6      | Georgina Póta    | 4:3      | Matilda Ekholm | 5        | Georgina Póta  | 4:0      | Bernadette Szőcs |
| 5–6      | Bernadette Szőcs | 4:3      | Daniela Dodean | 7        | Matilda Ekholm | 4:2      | Daniela Dodean   |